# Haima M5

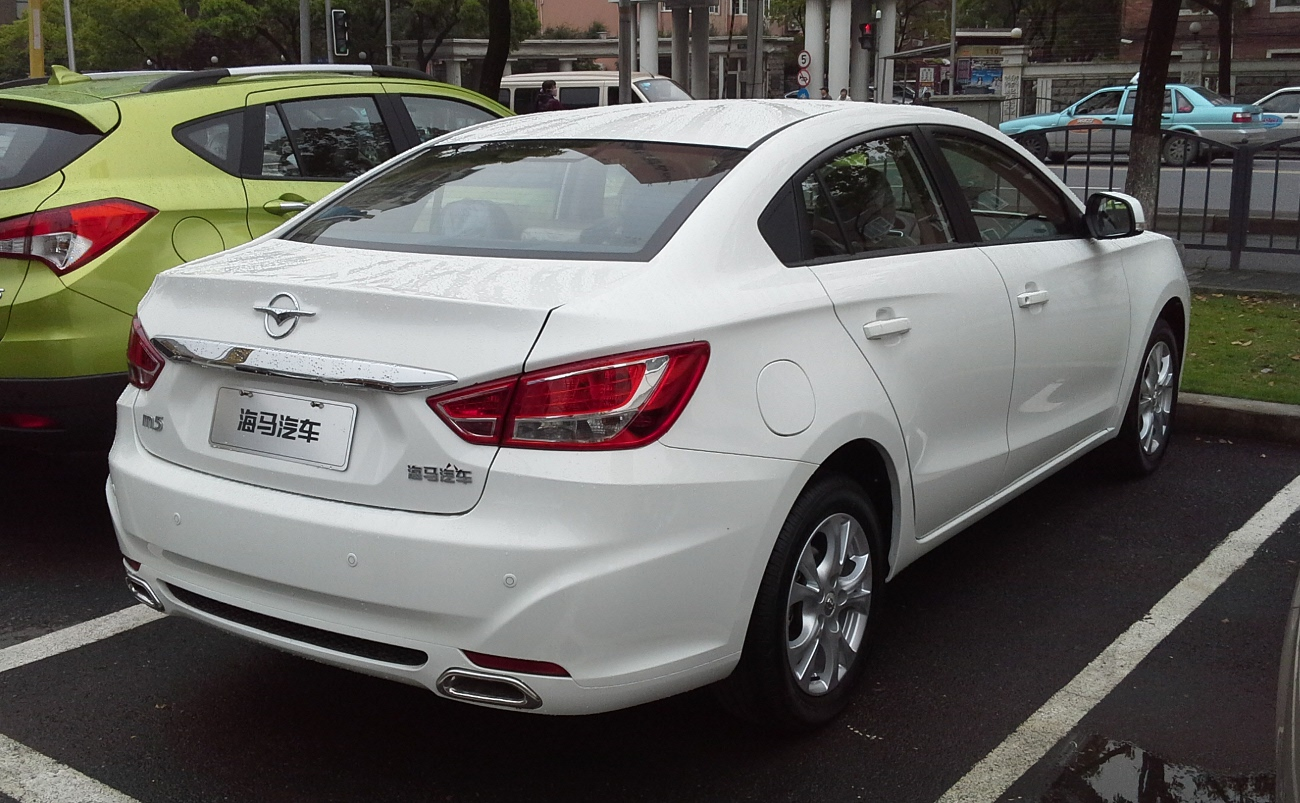
Heckansicht

Der Haima M5 ist eine Mittelklasse-Limousine der chinesischen Marke Haima und übernimmt die Nachfolge des Haima Family.

## Geschichte
Das Fahrzeug debütierte auf der Beijing Auto Show 2014 und wurde seit dem 14. Mai 2014 in China verkauft. In Hongkong wird die Limousine wieder als Haima Family verkauft.

## Technische Daten
Den Antrieb übernimmt entweder ein 86 kW (117 PS) starker 1,6-Liter-Ottomotor mit Saugrohreinspritzung oder ein 110 kW (150 PS) starker 1,5-Liter-Ottomotor mit Turboaufladung. Letzterer wurde nur bis 2016 verkauft.
|                                             | 1.6                           | 1.5T                          |
| Bauzeitraum                                 | 05/2014–12/2019               | 05/2014–09/2016               |
| Motorkenndaten                              |                               |                               |
| Motortyp                                    | Reihen-Vierzylinder-Ottomotor | Reihen-Vierzylinder-Ottomotor |
| Hubraum                                     | 1591 cm³                      | 1497 cm³                      |
| max. Leistung bei min−1                     | 86 kW (117 PS) / 6000         | 110 kW (150 PS) / 5500        |
| max. Drehmoment bei min−1                   | 161 Nm / 4000                 | 220 Nm / 1800–4000            |
| Kraftübertragung                            |                               |                               |
| Antrieb, serienmäßig                        | Vorderradantrieb              | Vorderradantrieb              |
| Getriebe, serienmäßig                       | 6-Gang-Schaltgetriebe         | 6-Gang-Automatikgetriebe      |
| Getriebe, optional                          | [6-Gang-Automatikgetriebe]    | —                             |
| Messwerte                                   |                               |                               |
| Höchstgeschwindigkeit                       | 165 km/h                      | 185 km/h                      |
| Beschleunigung, 0–100 km/h                  | 15,0 s                        | 12,0 s                        |
| Kraftstoffverbrauch auf 100 km (kombiniert) | 6,2 l Super [6,9 l Super]     | 7,1 l Super                   |
| Tankinhalt                                  | 50 l                          | 50 l                          |